# كيلفن يونداني
كيلفن يونداني (بالإنجليزية: Kelvin Yondan)‏ (9 أكتوبر 1984 بتنزانيا - ) هو لاعب كرة قدم تنزاني في مركز الدفاع. شارك مع منتخب تنزانيا لكرة القدم. أما مع النوادي، فقد لعب مع نادي سيمبا ونادي يانغ أفريكانز.

## وصلات خارجية
- كيلفن يونداني على موقع قاعدة بيانات كرة القدم.إي يو (الإنجليزية)
- كيلفن يونداني على موقع ناشيونال فوتبول تيمز (الإنجليزية)
- كيلفن يونداني على موقع Soccerway.com (الإنجليزية)